# Lecca
lecca（レッカ、1979年2月26日 - ）は、日本の女性レゲエ歌手、政治家。元東京都議会議員（1期）。本名、斎藤 礼伊奈（さいとう れいな）、政治活動時の通称で斉藤 れいなを用いている。東京都江東区出身、多摩市在住。早稲田大学政治経済学部政治学科卒業。

## 来歴
1999年にプラスタディ・ミュージック・スクールという音楽学校に入校。そこでボイストレーニングを受けつつダンスや音楽理論を学んだのちに、その翌2000年から首都圏界隈のクラブシーンを舞台に音楽活動を開始した。
大学を卒業した2002年から米国のニューヨークとカナダのトロントに半年間にわたって滞在し、現地のクラブシーンに身を置きながら経験を積んだ。その音楽スタイルがレゲエに傾倒していったのはこの頃であった。
2003年に日本へ帰還―烈火と号したうえで再び首都圏のクラブシーンを主舞台として活動を開始 。その翌2004年にあっては、レゲエ歌手PANGの『ゆらり』／『あはっ!』という2枚のミニアルバムの制作にMCおよび作曲家として参加した。
2005年に自身初のアルバム『烈火』をリリース。HMVのインディーズ部門におけるレゲエおよびスカを対象とした音楽チャートで10位を記録したこの一枚を引っ提げインディーズにおけるデビューを行った。そんなこの年にはMEGARYUと組んだうえで再びPANGのミニアルバムの制作に参加したうえ、PANGのファーストアルバムの制作にも参加することとなった。
やがて2006年の4月に自身初のミニアルバム『Dreamer』（ドリーマー）をリリースし、同時にメジャーデビュー。同年の8月におけるアルバム『URBAN PIRATES』（アーバン・パイレーツ）のリリースを皮切りに、それから毎年にわたりアルバムのリリースを重ねていった 。そうしたなかで2008年に発表したアルバム『City Caravan』（シティー・キャラバン）がオリコンの週間チャートで18位にまで浮上。
2009年になるとファーストシングルの『For You』（フォー・ユー）が北海道にて高い支持を受け、その内に収めた同名の楽曲がこの地の有線のリクエストチャートで6週間にわたって連続1位を記録。これを収録したアルバム『BIG POPPER』（ビッグ・ポッパー）がオリコンのデイリーチャートで5位にまで上昇 。続いて『My measure』（マイ・メジャー）が『ギネ 産婦人科の女たち』というテレビドラマの主題歌に決定 。この年、USENにおいて『最も多くのリクエストを受けたアーティスト』となった。
2010年の4月に自身3枚目のシングルとなった『TSUBOMI/Snow Crystals』（ツボミ／スノー・クリスタルズ）をリリース。九州男との2年ぶりの共演であったこのシングルの内なる一曲『TSUBOMI』がUSENのJ-POP総合チャートにおいて発売前に1位を獲得。これは異例の事態であった。
2019年9月に2年半ぶりの新曲「team try」を配信リリース、続いて11月には友人である読売ジャイアンツ阿部慎之助選手へ書き下ろした新曲「少年」を配信。
2024年2月28日、約7年ぶりとなるアルバム『LIBERTY ERA』を発売。また5月10日から6月8日まで、全国5都市のZeppを巡るツアー『lecca LIVE TOUR 2024 "LIBERTY ERA"』を開催。

## 政治活動
2016年10月に政治塾「希望の塾」に入塾し、2017年4月には同年の第20回東京都議会議員選挙に都民ファーストの会から南多摩選挙区（多摩市・稲城市、定数2）より立候補すると報道された。7月に行われた東京都議会議員選挙では32,525票を集めトップ当選した。
2019年1月7日に党の意思決定が不明瞭などとして、他の都民ファーストの会所属都議2名とともに離党届を提出し、25日には離党した3名で新会派「無所属 東京みらい」を結成した。
2021年4月15日、同年投開票の都議会選挙において立憲民主党公認で立候補することを表明。また、1期目の任期満了までは立憲民主党会派に合流せず、「無所属 東京みらい」で活動を続けると表明した。投票の結果、3位で落選した。

## 政策
2017年7月の東京都議会議員選挙で当選した直後、週刊誌の記事で「取り組みたいのは、まず待機児童対策です。無認可園に突破口がある気がしている。認可保育園、認証保育園の建設には億単位のお金と時間がかかります。急いで無認可園の調査を始めたいんです」とコメント。「どのような施設があり、保育の質はどうか。都全体の13％しか調査されていないんですね。ネット検索も難しく口コミが頼りです。保育士さんが少なかったり、給食を出さずベビーフードをポンと置くだけの施設とか。正確な情報がないから“待機児童”を選択している親御さんも多いのではないか。調査して周知すれば、おかあさんたちも“施設を覗いてみようかな”と考えることができる」と主張を展開。「無認可園への助成は区市町村によってバラバラ。東京都で一律で進めたい。今、いちばん情熱を持ってやりたいことです」とも話している。

## 私生活
早稲田大学政治経済学部を卒業、大学のクラスメートに俳優の波岡一喜がいる 。食道楽から国際政治まで幅広い事物を論じたブログを2006年の8月から綴っていたが、2008年の4月をもって閉鎖 。そのブログでもたびたび話題としていた東京ヤクルトスワローズの熱心なファンである。

## ディスコグラフィ

### シングル
- For You 〔2009年3月4日〕
- My measure 〔2009年11月18日〕
- TSUBOMI feat.九州男/Snow Crystals 〔2010年4月28日〕
- Right Direction 〔2011年12月7日〕
- team try〔2019年9月18日〕配信シングル
- 少年〔2019年11月24日〕配信シングル

### アルバム
- 烈火 〔2005年2月15日〕
- URBAN PIRATES 〔2006年8月23日〕
- おたくgirlsの宴 〔2007年8月1日〕
- City Caravan 〔2008年7月30日〕
- BIG POPPER 〔2009年7月15日〕
- パワーバタフライ 〔2010年7月28日〕
- Step One 〔2012年1月25日〕
- ZOOLANDER 〔2012年12月12日〕
- TOP JUNCTION 〔2013年12月11日〕
- tough Village 〔2014年8月6日〕
- High Street 〔2017年3月1日〕
- LIBERTY ERA〔2024年2月28日〕

### ミニアルバム
- Dreamer 〔2006年4月26日〕
- マドのむこう 〔2008年2月13日〕
- 箱舟〜ballads in me〜 〔2011年3月9日〕

## 共演
- PANG「Midnight Jungle (with 烈火)」「ドゥンダラリ (with 烈火)」「アラビアの姫のうた (with 烈火)」「Lady Fire」「stage by stage ft. MEGARYU & lecca」「夏祭り (feat. lecca)」
- MEGARYU「消えない宝 ft. PANG & lecca」「スペシャルサマー (MEGAHORN & lecca)」
- NORISIAM-X「Speak Off The Record feat. lecca」
- 九州男「待ち合わせ。。feat. lecca」
- SEEDA「Azure feat. lecca」
- 遊助「Never Ever 遊turing lecca」
- NORTH COAST BAD BOYZ「ワガママ feat. lecca」
- MOOMIN「Re:Start feat. lecca」
- アルファ「She Sea Girl」
- JAMOSA「ROSE 〜エールを贈るよ〜 feat. lecca」
- GOKIGEN SOUND「MAGNETIC SUMMER LOVE feat. lecca」
- SOULHEAD「WORLD GO ROUND featuring lecca」
- ショーン・ポール「Dream Girl (Remix feat. lecca)」
- INFINITY16「オンナForever welcomez lecca & MUNEHIRO」
- SLY&ROBBIE and THE JAM MASTERS「MIBUTES LATER feat. lecca」
- HISATOMI「ON THAT DAY feat lecca」
- SPICY CHOCOLATE「愛スルモノ feat. SHOCK EYE, lecca & SIMON 」